# Danny Lamarcq

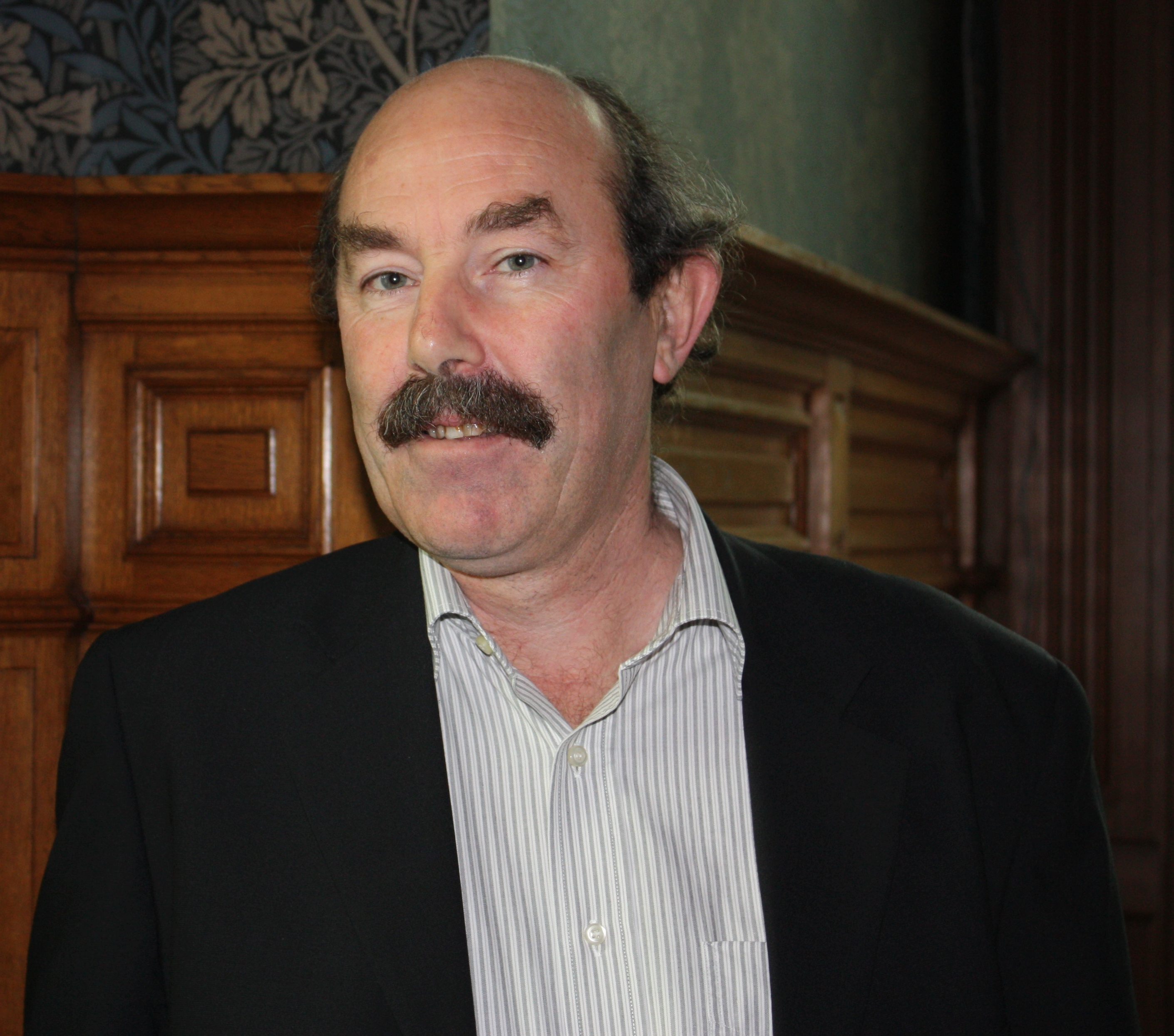
Danny Lamarcq in 2009

Danny Lamarcq (Zottegem, 1957) is een Vlaams historicus.
Lamarcq is auteur van werken zoals 3000 jaar Zottegem (1989), Het latrinaire gebeuren. De geschiedenis van het W.C. (1993) en Zottegemse straatnamen (2022). Naast deze publicaties heeft Lamarcq honderden tijdschriftartikels geschreven over geschiedenis en heemkunde en heeft hij meegewerkt aan de productie van een tiental catalogi. Ook schrijft hij regelmatig kritieken, besprekingen en andere bijdragen voor periodieken. Op de officiële website van Zottegem staan veel geschiedkundige bijdragen van zijn hand. Hij was cultureel attaché voor de stad.
In 2011 ontving Lamarcq de De Potter-Broeckaert-prijs (genoemd naar Frans De Potter en Jan Broeckaert) voor zijn verdiensten als historicus. In 2023 werd hij gehuldigd als ereburger van de stad Zottegem en tegelijk geslagen tot ridder in de Orde van Sotto.